# So Real (canción)
«So Real»  —en español: «Tan Real»— es una canción dance-pop interpretada por la cantante estadounidense Mandy Moore e incluida, originalmente, en su álbum debut, So Real. La canción escrita por Tony Battaglia y Shaun Fisher. Por su parte, su letra de temática adolescente, está centrada en un amor intenso, capaz de hacer perder la razón. La canción fue lanzado como su segundo sencillo del álbum en Australia, Europa y Asia. En agosto de 2000, Moore grabó una versión en lengua francesa titulada "C'est Si Facile". Años más tarde, la incluyó en los recopilatorios The Best of Mandy Moore (2004) y Super Hits (2007).
El vídeo musical fue grabado a principios de año 2000, fue rodado bajo la dirección del estadounidense Gregory Dark. Pese a que este no fue lanzado como sencillo en los Estados Unidos, el vídeo se realizó en marzo de 2000, en el programa Making the Video de MTV.
Tras su lanzamiento, «So Real» se convirtió en la segunda canción en entrar a las listas musicales australianas, el sencillo obtuvo un éxito moderado llegando a la posición número veintiuno. En Nueva Zelanda logró ubicarse en el Top 20 de las listas. En Europa solo logró debutar en Francia, debido a la versión de esta canción en este idioma. En Taiwán logró debutar en la posición numeró diez. A nivel mundial el tema solo ha logrado vender más de 300 000 copias.

## Antecedentes
Una ver que Epic Records a proba a grabación de álbum, una de las primeras canciones de disco en confirmarse fue «So Real», la cual poco después le daría el nombre al álbum. La canción fue grabada en un estudio de Los Ángeles, California entre los meses de marzo y abril de 1999. Para esta y casi todas las canciones de disco, la compañía discográfica quería que el sonido de Moore fuese similar al de Backstreet Boys, 'N Sync, Christina Aguilera y Britney Spears.
El tema al principio fue una de las canciones con más probabilidades de convertirse en el primer sencillo del disco, más tarde fue lanzado con segundo sencillo internacional del álbum, y primer promo se segundo álbum, I Wanna Be With You el cual sería el álbum debut de Moore, en Europa, Asia, Oceanía y el reto del mundo. A finales de mayo del 2000, Epic Records a través de Sony Music, lanzó la canción en las estaciones de radio en Japón, poco después fue lanzado en diferentes lugares, uno de ellos Francia, donde fue grabado una versión en este idioma titulada, «C'est Si Facile» convirtiéndose en la única canción grabada en otra lengua por Moore.

## Composición

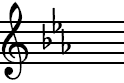
«So Real» está compuesta en la tonalidad do menor.

«So Real» es una canción dance pop, su composición sigue una fórmula simple e infunde instrumentos sintetizados inquietos, cuyos sonidos son similares a «Candy». Según una partitura publicada por Universal Music Publishing Group en Musicnotes.com, la canción está compuesta en la tonalidad do menor y contiene un tempo dance moderadamente lento de 92 pulsaciones por minuto. En sus letras, Moore canta que lo que siente acerca de un hombre es "muy, muy real". La canción fue escrita por Tony Battaglia, Shaun Fisher y producida por The Wasabees. Se grabó una versión en francés de la canción, llamada «C'est Si Facile».

## Video musical
Moore rodó el video musical de «So Real» en un bosque, en California, bajo la dirección del estadounidense Gregory Dark, quien anteriormente dirigió el clips de «Walk Me Home».
El vídeo comienza con Mandy vestida con una franela blanca y jean, sentada debajo de una manta, luego se levanta, juega con flores que se encuentran el bosque, y comienza a canta: «Uuuh, Oooh, yeah Uuuh, Oooh, yeah». Posteriormente se observan tomas hacia Moore y el bosque, ella se acuesta en la manta y comienza a escribir en un diario, este poco después se convierte en una mariposa la cual toma rumbo a volar, Moore la persigue y luego se encuentra con otro mundo, donde inmediatamente cambia de atuendo, vestido color rosa y frasada verde. Poco después comienza a salir bailarines, y comienzan a bailar una coreografía simple y ligera. Finalizando en el lugar donde todo comenzó.
El vídeo musical obtuvo una masiva rotación en MTV Asia. Fue puesto en Alta Definición a través de Vevo en octubre de 2009, hasta ahora ha logra más de 350 000 reproducciones en Youtube.

## Otra versión

### C'est Si Facile
Después del éxito, «Candy», en territorio francés, los ejecutivos de Sony Music Internacional, decidieron grabar una versión en el idioma francés del tema «So Real», segundo sencillo internacional de su álbum debut. La nueva versión fue llamada «C'est Si Facile», dicha adaptación de canción nunca logró aparecer en un álbum de estudio de Moore.

## Formato
Australia sencillo en CD
1. «So Real»
2. «Candy» - (Wade Robson Remix)
3. «Not Too Young»
4. «So Real»  - (Wade Robson Remix)
5. «So Real» (Video Clip)

Francia sencillo en CD - "C'est Si Facile"  (Promo Release, Recorded in French)
1. «C'est Si Facile»
2. «So Real»

## Posicionamiento
En Oceanía «So Real» registró un éxito comercial moderado. Figuró entre los treinta primeros éxitos semanales en mercados como Australia y Nueva Zelanda. En Australia logró la ubicación N.º 21 en la lista de ARIA en julio de 2000. Obtuvo la posición N.º 18 en RIANZ Nueva Zelanda. Debido la versión francesa de la canción se posicionó en puesto N.º 75 de French Singles Chart (Francia).
| Listas (2000)                | Posición |
| ---------------------------- | -------- |
| Taiwan Singles Chart RIT     | 10       |
| Australia ARIA Singles Chart | 21       |
| Nueva Zelanda                | 18       |
| French Singles Chart         | 75       |